# Paper Dragons
Paper Dragons es una película del género drama de 1996, dirigida por Adolfo Swaya, que a su vez la escribió junto a T.L. Lankford y Brian Siu, musicalizada por Christopher Tyng, la fotografía estuvo a cargo de David Worth, los protagonistas son Victor Wong, James Hong y Adolfo Swaya, entre otros. El filme fue distribuido por Multicom Entertainment Group y Smooth Pictures, se estrenó en 1996.

## Sinopsis
Paul Marcos vende drogas para vivir, pero está decidido a reconsiderar su porvenir cuando un asalto sale mal. Desde ese momento, comienza una nueva vida en un templo budista. En ese lugar, sus maestros, Tsai y Chang, le instruyen artes marciales. Pero los superiores del templo tienen una tarea secreta para él.